# 170-й винищувальний авіаційний полк (СРСР)
170-й винищувальний авіаційний полк (рос. 170-й истребительный авиационный полк) — полк за часів Другої світової війни у складі ВПС СРСР.

## Історія
Полк сформовано в серпні —1940 року в Орловському військовому окрузі.
На фронтах радянсько — німецької війни з 23 червня 1941.
Розформований у січні 1943.

## Бойова діяльність полку у часи Другої Світової війни
| Період                  | Бойові вильоти | Втрати (літаки / пілоти) |
| ----------------------- | -------------- | ------------------------ |
| 23.06.1941 — 23.01.1943 | 2789           | ?/19                     |

## Командири полку
| Період                  | Командир полку               |
| ----------------------- | ---------------------------- |
| 22.06.1941 - 02.01.1943 | майор Міщенко Йосип Павлович |

## Матеріальна частина полку
| Дата                    | Тип літака |
| ----------------------- | ---------- |
| 09.1940 - 15.07.1941    | І-16       |
| 18.05.1942 - 23.01.1943 | ЛаГГ-3     |